# جبنة عربية
جبنة عربية هي جبنة بسيطة موجودة في جميع أنحاء الشرق الأوسط. إنها تحظى بشعبية خاصة في منطقة الخليج العربي. الجبن يحتوي على مادة مفتوحة وطعم خفيف ومشابهة لفيتا ولكن بدرجة ملوحة أقل. قديما كانوا البدو يستخدمون حليب الماعز أو الغنم ولكن حالياً يستخدم حليب البقر لصنع الجبن. تستخدم الجبنة العربية للطبخ، أو كمجرد جبن على الطاولة.